# Знаки почтовой оплаты Украины (2017)
Знаки почтовой оплаты Украины (2017) — перечень (каталог) знаков почтовой оплаты (почтовых марок), введённых в обращение почтой Украины в 2017 году.
В 2017 году было выпущено 78 почтовых марок, в том числе 70 памятных (коммеморативных) почтовых марок и восемь стандартных марок девятого выпуска с литерными номиналами, а также дополнительный тираж стандартных марок восьмого выпуска (2012—2016) на отдельном (специальном) марочном листе. Тематика коммеморативных марок охватывала юбилеи выдающихся деятелей культуры, памятники архитектуры Украины, знаменательные даты, виды представителей фауны и флоры и другие сюжеты. В обращение поступили марки номиналом от 2,40 до 12,80 гривны, а также марки с литерным номиналом «Є», «Ж», «F», «G», «L», «M», «N», «P», «T», «V», «X».

## Список коммеморативных (памятных) марок
Порядок следования элементов в таблице соответствует номеру по каталогу марок Украины на официальном сайте Укрпочты (укр. КМД УДППЗ «Укрпошта»), в скобках приведены номера по каталогу «Михель».
| № по каталогу                                                                                               | Изображение | Описание и источники | Номинал               | Дата выпуска          | Тираж   | Художник                               |
| --- | ----------- | --- | --------------------- | --------------------- | ------- | -------------------------------------- |
| № 1550 (Mi #1597) № 1551 (Mi #1598)                                                                         |             | Серія «Культурні епохи України». Блок «Палеоліт. Культурні епохи України»: «Середня доба палеоліту»; «Верхня доба палеоліту». с укр. — «Серия „Культурные эпохи Украины“, блок „Палеолит“: - Средний палеолит; - Верхний палеолит». | 7,50 гривен           | 20 января 2017 года   | 40 000  | Александр Харук Сергей Харук           |
| № 1552 (Mi #1599)                                                                                           |             | Серія «Скарби музеїв України»: Архип Куїнджі. «Після грози». 1879. с укр. — «Серия „Сокровища музеев Украины“: Архип Куинджи, „После грозы“ (1879)». | 4,40 гривны           | 27 января 2017 года   | 140 000 | Виктор Барыба                          |
| № 1553 (Mi #1601)                                                                                           |             | Серія «Славетні жінки України»: Тетяна Яблонська. «Льон». 1977. с укр. — «Серия „Знаменитые женщины Украины“: Татьяна Яблонская, „Лён“ (1977)». | 5,40 гривны           | 24 февраля 2017 года  | 160 000 | Сергей Горобец                         |
| № 1554 (Mi #1602)                                                                                           |             | «Українська революція 1917—1921. 100 років». с укр. — «100-летие Украинской революции (1917—1921).». | 3,00 гривны           | 4 марта 2017 года     | 140 000 | Сергей Горобец                         |
| № П-20 (Mi #1600)                                                                                           |             | Проект «Власна марка»: Поштова марка персоніфікована «Валентина Терешкова». с укр. — «Проект „Собственная марка“»: - Валентина Терешкова | V                     | 6 марта 2017 года     | 200 000 | Нет данных                             |
| № П-21 (Mi #1600)                                                                                           |             | Проект «Власна марка» Поштова марка персоніфікована «Герман Титов». с укр. — «Проект „Собственная марка“»: - Герман Титов | V                     | 28 апреля 2017 года   | 199 976 | Нет данных                             |
| № 1555 (Mi #1603)                                                                                           |             | «Джамала». с укр. — «Джамала». | 4,00 гривны           | 5 мая 2017 года       | 200 000 | Оксана Шуклинова                       |
| № 1556 (Mi #1604)                                                                                           |             | «25 років встановлення дипломатичних відносин між Україною та США. 03.01.2017 (25th Anniversary of Ukraine-US Diplomatic Relations)». с укр. — «25-летие установления дипломатических отношений между Украиной и США. 03.01.2017 (25th Anniversary of Ukraine-US Diplomatic Relations)». | 4,40 гривны           | 8 мая 2017 года       | 140 000 | Александр Харук Сергей Харук           |
| № 1557 (Mi #1605)                                                                                           |             | Спільний випуск Україна — Словенія — Австрія — Угорщина — Хорватія. Блок «300 років від народження Марії Терезії». с укр. — «Совместный выпуск Украина — Словения — Австрия — Венгрия — Хорватия. Блок „300 лет со дня рождения Марии Терезии“». | Є                     | 13 мая 2017 года      | 45 000  | Svetlana Milijaševič (Словения)        |
| № 1558 (Mi #1606) № 1559 (Mi #1607)                                                                         |             | Спільний випуск Україна — Болгарія. Блок «Чорне море (The Black Sea)»: Білобочка чорноморська; Молюск «Крила янгола». с укр. — «Совместный выпуск Украина — Болгария. Блок „Чёрное море (The Black Sea)“: - Черноморский дельфин белобочка (Delphinus delphis ponticus); - Молюск „Крылья ангела“ (Barnea candida)». | Є N                   | 22 мая 2017 года      | 45 000  | Наталия Кохаль                         |
| № 1560 (Mi #1608) № 1561 (Mi #1609) № 1562 (Mi #1610) № 1563 (Mi #1611)                                     |             | Блок «Микита Кожум’яка»: Дракон; Дід Данило; Білка Камікадзе; Микита Кожум’яка. с укр. — «Блок „Никита Кожемяка“: - Дракон - Дед Данила - Белка Камикадзе - Никита Кожемяка». | 2,40 3,00 5,40 гривны | 1 июня 2017 года      | 45 000  | Студия «Панорама гран-при»             |
| № 1564 (Mi #1612)                                                                                           |             | «Europa. Замки: Меджибізький замок XIV—XIX ст». с укр. — «Европа. Замки: Меджибожский замок XIV—XIX век». | 5,00 гривен           | 9 июня 2017 года      | 140 000 | Николай Кочубей Светлана Бондарь       |
| № 1565 (Mi #1613)                                                                                           |             | «Europa. Замки: Олеський замок XIII—XVIII ст». с укр. — «Европа. Замки: Олесский замок XIII—XVIII век». | 5,80 гривны           | 9 июня 2017 года      | 140 000 | Николай Кочубей Светлана Бондарь       |
| № 1566 (Mi #1614)                                                                                           |             | «Буклет Europa. Замки: Меджибізький замок XIV—XIX ст». с укр. — «Буклет „Европа. Замки“: Меджибожский замок XIV—XIX век». | 12,80 гривны          | 9 июня 2017 года      | 13 000  | Николай Кочубей                        |
| № 1567 (Mi #1615)                                                                                           |             | «Буклет Europa. Замки: Олеський замок XIII—XVIII ст». с укр. — «Буклет „Европа. Замки“: Олесский замок XIII—XVIII век». | 12,80 гривны          | 9 июня 2017 года      | 13 000  | Николай Кочубей                        |
| № 1576 (Mi #1623)                                                                                           |             | До 85-річчя Донецької області. «Одна дорога. Роман Мінін. 2010». с укр. — «К 85-летию Донецкой области. „Одна дорога“ (Роман Минин, 2010)». | 4,00 гривны           | 2 июля 2017 года      | 140 000 | Роман Минин дизайн Наталии Андрийченко |
| № 1577 (Mi #1624)                                                                                           |             | Серія «Лауреати Нобелівської премії»: Роалд Хоффманн. с укр. — «Серия „Лауреаты Нобелевской премии“: Роалд Хоффман». | 5,00 гривен           | 18 июля 2017 года     | 140 000 | Владимир Таран                         |
| № 1578 (Mi #1625)                                                                                           |             | «Іван Айвазовський (1817—1900). Ялта, 1864 (Сумський обласний художній музей ім. Н.Онацького)». с укр. — «Иван Айвазовский (1817—1900). „Ялта“ (1864, Сумской областной художественный музей имени Н. Онацкого)». | 3,00 гривны           | 29 июля 2017 года     | 140 000 | Василий Василенко                      |
| № 1579 (Mi #1626)                                                                                           |             | Блок «Іван Айвазовський (1817—1900). Вечір в Криму. Ялта, 1848 (Національна картинна галерея ім. І. Айвазовського)». с укр. — «Блок „Иван Айвазовский (1817—1900). Вечер в Крыму. Ялта, 1848 (Национальная картинная галерея им. И. Айвазовского)“». | 8,80 гривны           | 29 июля 2017 года     | 36 000  | Василий Василенко                      |
| № 1580 (Mi #1627)                                                                                           |             | Серія «Національна військова техніка»: Бронетранспортер «БТР-4». с укр. — «Серия „Национальная военная техника“: бронетранспортёр БТР-4». | 3,00 гривны           | 11 августа 2017 года  | 140 000 | Александр Харук Сергей Харук           |
| № 1581 (Mi #1628)                                                                                           |             | Серія «Національна військова техніка»: «АН-178». с укр. — «Серия „Национальная военная техника“: Ан-178». | 5,40 гривны           | 11 августа 2017 года  | 140 000 | Александр Харук Сергей Харук           |
| № 1582 (Mi #1629)                                                                                           |             | Серія «Лікарські та медоносні рослини»: Липа серцелиста. с укр. — «Серия „Лекарственные и медоносные растения“: - Липа сердцевидная (Lilia cordata)». | 4,00 гривны           | 18 августа 2017 года  | 130 000 | Наталия Кохаль                         |
| № 1583 (Mi #1630)                                                                                           |             | Серія «Лікарські та медоносні рослини»: Чистотіл звичайний. с укр. — «Серия „Лекарственные и медоносные растения“: - Чистотел обыкновенный (Chelidonium majus)». | 4,00 гривны           | 18 августа 2017 года  | 130 000 | Наталия Кохаль                         |
| № 1584 (Mi #1631)                                                                                           |             | Серія «Лікарські та медоносні рослини»: Живокіст лікарський. с укр. — «Серия „Лекарственные и медоносные растения“: - Окопник лекарственный (Symphytum officinale)». | 5,00 гривны           | 18 августа 2017 года  | 130 000 | Наталия Кохаль                         |
| № 1585 (Mi #1632)                                                                                           |             | Серія «Лікарські та медоносні рослини»: Цикорій дикий (звичайний). с укр. — «Серия „Лекарственные и медоносные растения“: - Цикорий дикий (обыкновенный) (Cichorium intybus)». | 5,80 гривны           | 18 августа 2017 года  | 130 000 | Наталия Кохаль                         |
| № 1586 (Mi #1633)                                                                                           |             | «Ukrainian Fashion Week (Український тиждень моди)». с укр. — «Ukrainian Fashion Week (Украинская неделя моды)». | 8,00 гривен           | 3 сентября 2017 года  | 130 000 | Зинаида Лихачова                       |
| № 1587 (Mi #1635) № 1588 (Mi #1636) № 1589 (Mi #1637) № 1590 (Mi #1638)                                     |             | Блок «Краса і велич України. Полтавська область»: Сорочинський ярмарок; Полтавський краєзнавчий музей імені Василя Кричевського; Курорт «Миргород»; Керамічна скульптура «Козел». Опішня. с укр. — «Блок „Краса и гордость Украины: Полтавская область“: - Сорочинская ярмарка; - Полтавский краеведческий музей имени Василия Кричевского; - Курорт „Миргород“ - Керамическая скульптура „Козёл“ (Опошня)». | 4,00 гривны           | 22 сентября 2017 года | 30 000  | Александр Калмыков                     |
| № 1591 (Mi #1634)                                                                                           |             | Серія «Краса і велич України»: Полтавська область. Електропоїзд EКр1 «Тарпан». с укр. — «Серия «Краса и гордость Украины»: Полтавская область Электропоезд ЭКр1 «Тарпан»». | 4,00 гривны           | 22 сентября 2017 года | 130 000 | Александр Калмыков                     |
| № 1592 (Mi #1640) № 1593 (Mi #1641) № 1594 (Mi #1642) № 1595 (Mi #1643)                                     |             | Блок «Краса і велич України. Хмельницька область»: «Покровська церква, с. Сутківці»; «Печера “Атлантида”»; «Субич»; «Кам’янець-Подільська фортеця». с укр. — «Блок «Краса и гордость Украины: Хмельницкая область»: - Покровская церковь, с. Сутковцы; - Пещера «Атлантида»; - Субич; - Каменец-Подольская крепость». | 4,00 гривны           | 23 сентября 2017 года | 45 000  | Александр Калмыков                     |
| № 1596 (Mi #1639)                                                                                           |             | «м. Хмельницький». с укр. — «г. Хмельницкий». | 4,00 гривны           | 23 сентября 2017 года | 140 000 | Александр Калмыков                     |
| № 1597 (Mi #1644)                                                                                           |             | «Пізнавай». с укр. — «Познавай (всемирный день туризма)». | 3,00 гривны           | 29 сентября 2017 года | 130 000 | Елена Завитайло                        |
| № 1598 (Mi #1646)                                                                                           |             | Серія «Національні меншини в Україні. Роми»: «Коваль». с укр. — «Серия „Национальные меньшинства Украины“. Ромы: - Кузнец». | 4,00 гривны           | 30 сентября 2017 года | 130 000 | Николай Кочубей                        |
| № 1599 (Mi #1647)                                                                                           |             | Серія «Національні меншини в Україні. Роми»: «Танок». с укр. — «Серия „Национальные меньшинства Украины“. Ромы: - Танец». | 4,00 гривны           | 30 сентября 2017 года | 130 000 | Николай Кочубей                        |
| № 1600 (Mi #1648)                                                                                           |             | Серія «Національні меншини в Україні. Роми»: «Ворожка». с укр. — «Серия „Национальные меньшинства Украины“. Ромы: - Гадалка». | 5,00 гривен           | 30 сентября 2017 года | 130 000 | Николай Кочубей                        |
| № 1601 (Mi #1649)                                                                                           |             | Серія «Національні меншини в Україні. Роми»: «Циганська кибитка». с укр. — «Серия „Национальные меньшинства Украины“. Ромы: - Цыганская кибитка». | 5,00 гривен           | 30 сентября 2017 года | 130 000 | Николай Кочубей                        |
| № 1602 (Mi #1650)                                                                                           |             | «Артемій Ведель. 1767—1808». с укр. — «Артемий Ведель (1767—1808)». | 4,00 гривны           | 5 октября 2017 года   | 130 000 | Владимир Таран                         |
| № 1603 (Mi #1651)                                                                                           |             | Марковий аркуш «Сторожова застава». с укр. — «Марочный лист «Сторожевая застава»». | 4,00 гривны           | 10 октября 2017 года  |         | Нет данных                             |
| № 1603 (Mi #1651)                                                                                           |             | «Сторожова застава». с укр. — «Сторожевая застава». | 4,00 гривны           | 10 октября 2017 года  | 130 000 | Нет данных                             |
| № 1604 (Mi #1652) № 1605 (Mi #1653) № 1606 (Mi #1654) № 1607 (Mi #1655) № 1608 (Mi #1656) № 1609 (Mi #1657) |             | Блок «Козацькі клейноди. Печатки козацької доби»: «Печатка Війська Запорізького Низового. 1763»; «Печатка гетьмана Богдана Хмельницького. Середина XVII ст.»; «Печатка Кодацької паланки. Середина XVIII ст.»; «Печатка прилуцького полковника Петра Дорошенка. 1656—1659»; «Печатка-перстень запорізького старшини. XVII—XVIII ст.»; «Печатка прилуцького полкового писаря Семена Раковича. 1672—1691». с укр. — «Блок «казацкие . Печатки времён казачества»: - печатка Войска Запорожского Низового (1763); - печатка гетмана Богдана Хмельницкого (середина XVII века); - печатка казацкой (середина XVIII века); - печатка прилуцкого полковника Петра Дорошенко (1656—1659); - печатка-перстень запорожского старшины (XVII—XVIII век); - печатка Прилуцкого полкового писаря Семёна Раковича (1672—1691)». | 5,00 гривен           | 14 октября 2017 года  | 35 000  | Александр Харук Сергей Харук           |
| № 1610 (Mi #1658)                                                                                           |             | Серія «Історія пожежного транспорту України»: Пожежний автомобіль КрАЗ-63221. с укр. — «Серия „История пожарного транспорта Украины“: - Пожарный автомобиль КрАЗ-63221». | 4,00 гривны           | 17 октября 2017 года  | 140 000 | Валерий Руденко                        |
| № 1611 (Mi #1659)                                                                                           |             | Серія «Історія пожежного транспорту України»: Пожежний танк ГПМ-54. с укр. — «Серия „История пожарного транспорта Украины“: - Пожарный танк ГПМ-54». | 4,00 гривны           | 17 октября 2017 года  | 140 000 | Валерий Руденко                        |
| № 1612 (Mi #1660)                                                                                           |             | Серія «Історія пожежного транспорту України»: Пожежний літак Ан-32П. с укр. — «Серия „История пожарного транспорта Украины“: - Пожарный самолёт Ан-32П». | 5,00 гривен           | 17 октября 2017 года  | 140 000 | Валерий Руденко                        |
| № 1613 (Mi #1661)                                                                                           |             | Серія «Історія пожежного транспорту України»: Пожежний катер ПК-10/130 (UMS 1000). с укр. — «Серия „История пожарного транспорта Украины“: - Пожарный катер ПК-10/130». | 5,00 гривен           | 17 октября 2017 года  | 140 000 | Валерий Руденко                        |
| № 1614 (Mi #1662)                                                                                           |             | «Українська Народна Республіка. 100 років (1917-2017)». с укр. — «100-летие Украинской Народной Республики (1917—2017)». | 4,00 гривны           | 7 ноября 2017 года    | 140 000 | Сергей Горобец                         |
| № 1615 (Mi #1663)                                                                                           |             | Серія «Скарби музеїв України»: «О. Богомазов. Правка пил. 1927». с укр. — «Серия «Сокровища музеев Украины»: - Богомазов. (1927)». | 4,00 гривны           | 10 ноября 2017 года   | 130 000 | Оксана Шуклинова                       |
| № 1616 (Mi #1664)                                                                                           |             | «З Різдвом Христовим!» с укр. — «С Рождеством Христовым!» | 4,00 гривны           | 30 ноября 2017 года   | 170 000 | Елена Завитайло                        |
| № 1617 (Mi #1666) № 1618 (Mi #1667) № 1619 (Mi #1668) № 1620 (Mi #1669)                                     |             | Блок «Краса і велич України. Житомирська область»: «Лялька-мотанка»; «Костел Святої Варвари. XVIII-XIX ст., м Бердичів»; «м. Житомир. Скеля Голова Чацького»; «Замок Радомисль. XVII-XIX ст., м. Радомишль». с укр. — «Блок „Краса и гордость Украины: Житомирская область“:». | 4,00 гривны           | 19 декабря 2017 года  | 30 000  | Александр Калмыков                     |
| № 1621 (Mi #1665)                                                                                           |             | Серія «Краса і велич України»: Берил «Апостоли Петро і Павло (6,009 кг, 25х11х10 см)». с укр. — «Серия „Краса и гордость Украины“: - Берилл „Апостолы Пётр и Павел“ (6,009 кг, 25х11х10 см)». | 4,00 гривны           | 19 декабря 2017 года  | 130 000 | Александр Калмыков                     |
| № 1622 (Mi #1670)                                                                                           |             | Серія «Українські мультфільми» на самоклейному папері: «Анімаційний серіал «Моя країна Україна. Луганський степ». с укр. — «Серия „Украинские мультфильмы“. Анимационный сериал „Моя страна Украина“: Луганский степ.». | 4,00 гривны           | 22 декабря 2017 года  | 90 000  | Наталия Андрийченко                    |
| № 1623 (Mi #1671)                                                                                           |             | Серія «Українські мультфільми» на самоклейному папері: «Анімаційний серіал «Моя країна Україна. Таки Одеса». с укр. — «Серия „Украинские мультфильмы“. Анимационный сериал „Моя страна Украина“: Таки Одесса». | 4,00 гривны           | 22 декабря 2017 года  | 90 000  | Наталия Андрийченко                    |
| № 1624 (Mi #1672)                                                                                           |             | Серія «Українські мультфільми» на самоклейному папері: «Анімаційний серіал «Моя країна Україна. Умань». с укр. — «Серия „Украинские мультфильмы“. Анимационный сериал „Моя страна Украина“: Умань». | 4,00 гривны           | 22 декабря 2017 года  | 90 000  | Наталия Андрийченко                    |
| № 1625 (Mi #1673)                                                                                           |             | Серія «Українські мультфільми» на самоклейному папері: «Анімаційний серіал «Моя країна Україна. Шешори». с укр. — «Серия „Украинские мультфильмы“. Анимационный сериал „Моя страна Украина“: Шешоры». | 4,00 гривны           | 22 декабря 2017 года  | 90 000  | Наталия Андрийченко                    |

## Выпуски стандартных марок

### Восьмой выпуск
В 2017 году выпущен дополнительный тираж стандартных марок восьмого выпуска (2012—2016) на отдельном (специальном) марочном листе.
Порядок следования элементов в таблице соответствует номеру по каталогу марок Украины на официальном сайте Укрпочты (укр. КМД УДППЗ «Укрпошта»), в скобках приведены номера по каталогу «Михель».
| № по каталогу       | Изображение | Описание и источники | Номинал                                                                                | Дата выпуска       | Тираж  | Художник       |
| ------------------- | ----------- | --- | -------------------------------------------------------------------------------------- | ------------------ | ------ | -------------- |
|                     |             | Марковий аркуш «Восьмий випуск стандартних поштових марок України 2012—2016». с укр. — «Марочный лист «Восьмой выпуск стандартных марок Украины (2012—2016)»». | 0,20 0,40 0,70 2,50 3,00 4,80 5,00 8,00 10,00 0,05 0,30 0,50 2,00 гривны Ж L N G Є V F | 17 марта 2017 года | 35 000 | Владимир Таран |
| № 1170-А (Mi #1212) |             | «Робінія (Акація біла)». с укр. — «Робиния (Белая акация)». | 0,20 гривны                                                                            | 17 марта 2017 года | 35 000 | Владимир Таран |
| № 1171-А (Mi #1213) |             | «Горіх волоський». с укр. — «Орех грецкий». | 0,40 гривны                                                                            | 17 марта 2017 года | 35 000 | Владимир Таран |
| № 1172-А (Mi #1214) |             | «Береза повисла». с укр. — «Берёза повислая». | 0,70 гривны                                                                            | 17 марта 2017 года | 35 000 | Владимир Таран |
| № 1173-А (Mi #1215) |             | «Клен гостролистий». с укр. — «Клён остролистный». | 2,50 гривны                                                                            | 17 марта 2017 года | 35 000 | Владимир Таран |
| № 1174-А (Mi #1216) |             | «Липа серцелиста». с укр. — «Липа сердцевидная». | 3,00 гривны                                                                            | 17 марта 2017 года | 35 000 | Владимир Таран |
| № 1175-А (Mi #1217) |             | «Бук лісовий». с укр. — «Бук европейский». | 4,80 гривны                                                                            | 17 марта 2017 года | 35 000 | Владимир Таран |
| № 1176-А (Mi #1218) |             | «Вільха сіра». с укр. — «Ольха серая». | 5,00 гривен                                                                            | 17 марта 2017 года | 35 000 | Владимир Таран |
| № 1177-А (Mi #1219) |             | «В'яз гладенький». с укр. — «Вяз гладкий». | 8,00 гривен                                                                            | 17 марта 2017 года | 35 000 | Владимир Таран |
| № 1178-А (Mi #1220) |             | «Осика». с укр. — «Осина». | 10,00 гривен                                                                           | 17 марта 2017 года | 35 000 | Владимир Таран |
| № 1179-А (Mi #1221) |             | «Горобина звичайна». с укр. — «Рябина обыкновенная». | 0,05 гривны                                                                            | 17 марта 2017 года | 35 000 | Владимир Таран |
| № 1180-А (Mi #1222) |             | «Ясен звичайний». с укр. — «Ясень обыкновенный». | 0,30 гривны                                                                            | 17 марта 2017 года | 35 000 | Владимир Таран |
| № 1181-А (Mi #1223) |             | «Гіркокаштан звичайний». с укр. — «Конский каштан обыкновенный».                                                                                               | 0,50 гривны                                                                            | 17 марта 2017 года | 35 000 | Владимир Таран |
| № 1182-А (Mi #1224) |             | «Дуб звичайний». с укр. — «Дуб черешчатый». | 2,00 гривны                                                                            | 17 марта 2017 года | 35 000 | Владимир Таран |
| № 1215-А (Mi #1254) |             | «Верба біла». с укр. — «Ива белая». | Ж                                                                                      | 17 марта 2017 года | 35 000 | Владимир Таран |
| № 1216-А (Mi #1255) |             | «Явір». с укр. — «Клён белый (или я́вор)». | L                                                                                      | 17 марта 2017 года | 35 000 | Владимир Таран |
| № 1270-А (Mi #1313) |             | «Шовковиця біла». с укр. — «Шелковица белая». | N                                                                                      | 17 марта 2017 года | 35 000 | Владимир Таран |
| № 1321-А (Mi #1365) |             | «Груша звичайна». с укр. — «Груша обыкновенная». | G                                                                                      | 17 марта 2017 года | 35 000 | Владимир Таран |
| № 1323-А (Mi #1367) |             | «Обліпиха крушиновидна». с укр. — «Облепиха крушиновидная». | Є                                                                                      | 17 марта 2017 года | 35 000 | Владимир Таран |
| № 1456-А (Mi #1500) |             | «Дерен справжній». с укр. — «Кизил обыкновенный». | V                                                                                      | 17 марта 2017 года | 35 000 | Владимир Таран |
| № 1477-А (Mi #1521) |             | «Бересклет європейський». с укр. — «Бересклет европейский». | F                                                                                      | 17 марта 2017 года | 35 000 | Владимир Таран |

### Девятый выпуск
В 2017 году выпущен девятый выпуск стандартных марок независимой Украины: в обращение поступили знаки почтовой оплаты литерным номиналом: «F», «H», «L», «M», «P», «T», «V», «X», который соответствует заранее указанному Укрпочтой тарифу на пересылку корреспонденции, а также эквивалентен определённой сумме в гривнях или долларах США, стоимость для продажи последних рассчитывается по курсу НБУ.
Порядок следования элементов в таблице соответствует номеру по каталогу марок Украины на официальном сайте Укрпочты (укр. КМД УДППЗ «Укрпошта»), в скобках приведены номера по каталогу «Михель».
| № по каталогу     | Изображение | Описание и источники | Номинал | Дата выхода           | Тираж    | Художник            |
| ----------------- | ----------- | --- | ------- | --------------------- | -------- | ------------------- |
| № 1568 (Mi #1618) |             | «Герби міст, селищ та сіл України»: Ялта, АР Крим. с укр. — «Гербы городов и сёл Украины: Ялта, АР Крым».                                   | V       | 10 июня 2017 года     | массовый | Наталья Андрийченко |
| № 1569 (Mi #1616) |             | «Герби міст, селищ та сіл України»: Чоп, Закарпатська область. с укр. — «Гербы городов и сёл Украины: Чоп, Закарпатская область».           | T       | 13 июня 2017 года     | массовый | Наталья Андрийченко |
| № 1570 (Mi #1617) |             | «Герби міст, селищ та сіл України»: Маринин, Рівненська область. с укр. — «Гербы городов и сёл Украины: Маринин, Ровненская область».       | H       | 13 июня 2017 года     | массовый | Наталья Андрийченко |
| № 1571 (Mi #1619) |             | «Герби міст, селищ та сіл України»: Клесів, Рівненська область. с укр. — «Гербы городов и сёл Украины: Клесов, Ровненская область».         | M       | 20 июня 2017 года     | массовый | Наталья Андрийченко |
| № 1572 (Mi #1620) |             | «Герби міст, селищ та сіл України»: Єнакієве, Донецька область. с укр. — «Гербы городов и сёл Украины: Енакиево, Донецкая область».         | L       | 20 июня 2017 года     | массовый | Наталья Андрийченко |
| № 1573 (Mi #1621) |             | «Герби міст, селищ та сіл України»: Ніжин, Чернігівська область. с укр. — «Гербы городов и сёл Украины: Нежин, Черниговская область».       | F       | 20 июня 2017 года     | массовый | Наталья Андрийченко |
| № 1574 (Mi #1622) |             | «Герби міст, селищ та сіл України»: Шацьк, Волинська область. с укр. — «Гербы городов и сёл Украины: Шацк, Волынская область».              | X       | 20 июня 2017 года     | массовый | Наталья Андрийченко |
| № 1575 (Mi #1645) |             | «Герби міст, селищ та сіл України»: Парутине, Миколаївська область. с укр. — «Гербы городов и сёл Украины: Парутино, Николаевская область». | P       | 28 сентября 2017 года | массовый | Наталья Андрийченко |